# You Are the Sunshine of My Life
«You Are the Sunshine of My Life» (en español «Eres el brillo del Sol de mi vida») es un sencillo de 1973 lanzado por Stevie Wonder. La canción se convirtió en el tercer sencillo número uno de Wonder en la lista Billboard Hot 100 y su primer número uno en la lista Easy Listening. Wonder ganó un premio Grammy a la mejor interpretación vocal pop masculina y fue nominado tanto a Grabación del año como a Canción del año. Fue el segundo sencillo, después de «Superstition», del álbum Talking book de 1972, y se mantuvo en el número uno de la lista de álbumes de R&B durante tres semanas.
Rolling Stone clasifica la canción en el puesto 183 de su lista de las "500 mejores canciones de todos los tiempos". Billboard la llamó «una balada suave e inquietante con excelentes ejecuciones de piano eléctrico y un excelente trabajo de producción».
Las dos primeras líneas de la canción no las canta Wonder, sino Jim Gilstrap, y Lani Groves canta las dos siguientes. Gilstrap y Groves, junto con Gloria Barley, también añadieron coros al tema. La versión individual de la canción se diferencia de la versión del álbum en la adición de trompetas a la mezcla; esta versión también se incluye en el álbum recopilatorio de grandes éxitos Stevie Wonder's Original Musiquarium I (1982).

## Recepción
Cash Box dijo que Wonder «cambia el ritmo [de Superstition] y ofrece la interpretación de una balada conmovedora que seguramente también se convertirá en oro al instante». Record World dijo que «cuando una canción se versiona muchas veces hace mejor a la original».

## Personal
Fuente: Talking Book, Tamla : T 319L, 27 de octubre de 1972 (contraportada del álbum)
 
- Jim Gilstrap: voz principal (primeras dos estrofas), coros
- Lani Groves: voz principal (segundas dos estrofas), coros
- Stevie Wonder: voz principal, coros, Fender Rhodes, batería
- Gloria Barley: coros
- Scott Edwards: bajo
- Daniel Ben Zebulon: congas
- Desconocidos: metales

### Posicionamiento semanal
| Lista (1973)                      | Posición |
| --------------------------------- | -------- |
| Australia (Kent Music Report)     | 10       |
| Canadá RPM Top Singles            | 5        |
| Canadá RPM Adult Contemporary     | 9        |
| Alemania                          | 42       |
| Irlanda                           | 23       |
| Nueva Zelandia                    | 8        |
| UK Singles Chart                  | 7        |
| U.S. Billboard Hot 100            | 1        |
| U.S. Billboard Adult Contemporary | 1        |
| U.S. Billboard R&B                | 3        |
| U.S. Cash Box Top 100             | 1        |

|

### Posicionamiento anual
| Lista (1973)                  | posición |
| ----------------------------- | -------- |
| Australia                     | 74       |
| Canada                        | 64       |
| U.S. Billboard Hot 100        | 19       |
| U.S. Billboard Easy Listening | 9        |
| U.S. Cash Box                 | 59       |